# Demanda judicial

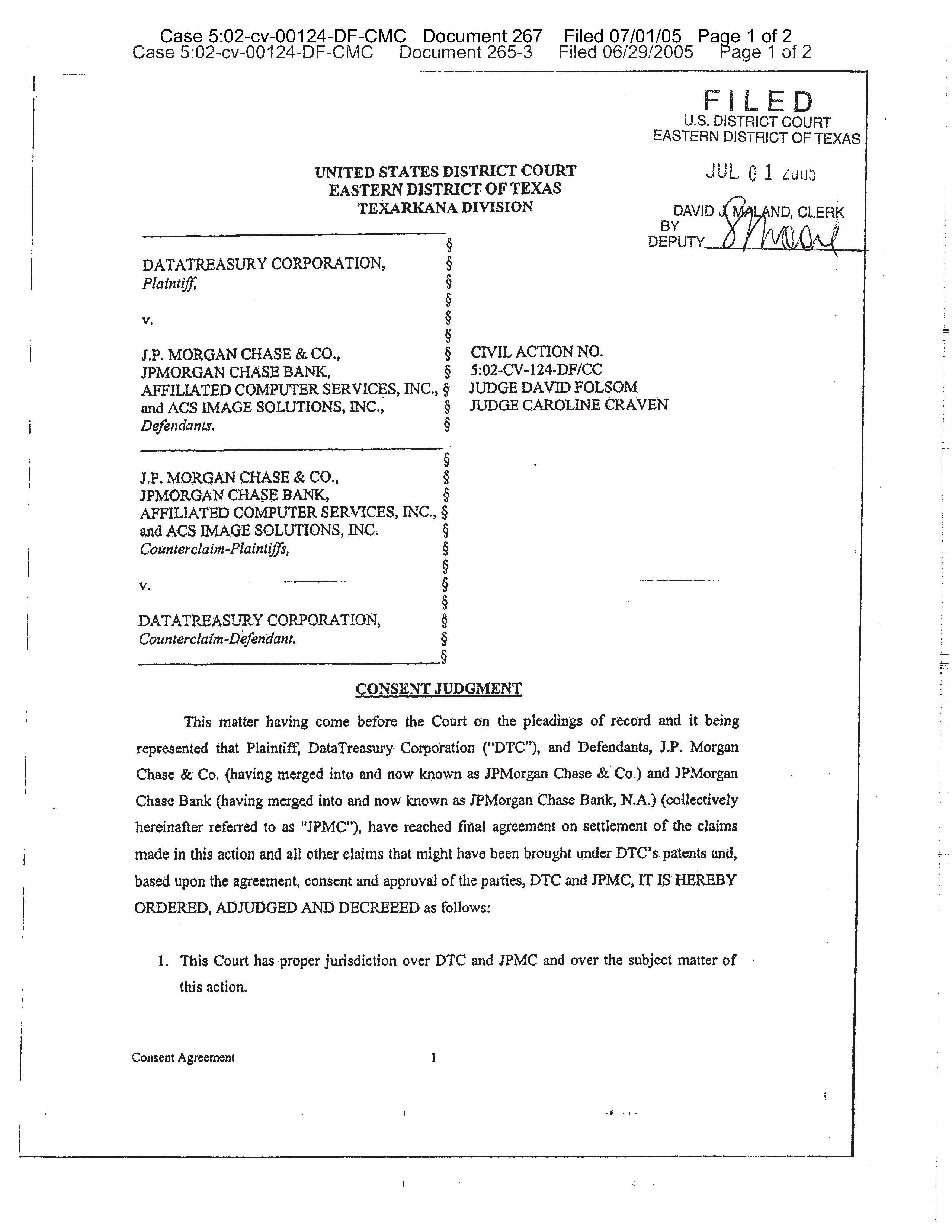
Estos son documentos judiciales del caso Datatreasury.

En Derecho, la demanda es el acto de iniciación procesal por antonomasia. Se diferencia de la pretensión procesal en que aquella se configura con motivo de la petición formulada ante un órgano judicial para que disponga la iniciación y el trámite del proceso.
No obstante, en la mayor parte de los casos demanda y pretensión se presentan fundidos en un solo acto. En él el demandante o peticionante solicita la apertura del proceso y formula la pretensión que constituirá objeto de este, por medio de un escrito. Pero tal simultaneidad no es forzosa como se observa en los casos en que las normas permiten integrar posteriormente la causa de la pretensión.
Doctrinariamente, siguiendo a Hugo Alsina, se le considera un medio hábil para ejercer el derecho a la acción, siendo la forma común de ejercitarlo. En la mayoría de los sistemas debe ser escrita, aunque excepcionalmente puede ser verbal, en algunos procedimientos orales. 
Sergio Alfaro la define como un documento cuya presentación a la autoridad (juez o árbitro) tiene por objeto lograr de esta la iniciación de un procedimiento para sustanciar en él tantos procesos como pretensiones tenga el demandante para ser satisfechas por persona distinta a dicha autoridad[cita requerida].
Una vez presentada ante el tribunal competente, la demanda debe ser acogida a tramitación, mediante una resolución, debiendo emplazarse al demandado (o sea, notificársele y dándole un plazo para contestar tal demanda).

## Contenido y forma de la demanda
Según el artículo 330 del Código Procesal de la Nación Argentina, se requiere la forma escrita y las copias para el juzgado y para cada parte. En el escrito de la demanda será necesario:
- la indicación del juez o tribunal ante quien se interpusiere;
- la suma o síntesis de la acción que se dedujere;
- el nombre, domicilio y generales del demandante o del representante legal si se tratare de persona jurídica;
- el nombre, domicilio y generales de ley del demandado; si se tratase de una persona jurídica, la indicación de quién es el representante legal;
- la cosa demandada, que deberá designarse con toda exactitud;
- los hechos en que se fundare, expuestos con claridad y precisión;
- el derecho, expuesto sucintamente;
- la cuantía, cuando su estimación fuere posible;
- la petición en términos claros y positivos (Arts. 716, 755, 775, 779).

El nombre del demandante permite al demandado ejercer su derecho de defensa. El domicilio por su parte se distingue en real y procesal. En el primero se ejercen las notificaciones de carácter personalísimo. El segundo debe ser constituido dentro del radio del juzgado y en caso de contar con un representante legal o convencional se constituye el domicilio procesal en el de ésta persona.
El domicilio de la contraparte es necesario para poder notificarlo de los actos procesales. Se suple la necesidad de declararlo si el demandado se presenta espontáneamente a contestar demanda. Por otro lado las dificultades de conocer el domicilio del accionado se solucionan por medio de edictos.
Los hechos expuestos constituyen la causa petendi, que es la razón o fundamento en cuya virtud se deduce la pretensión y responde al principio de sustanciación. El demandado será quien deba reconocerlos o negarlos. En cuanto al juez, los hechos que le presenta el actor son fundamentales para determinar el objeto del proceso, del cual aquel no puede apartarse en la sentencia. A diferencia de esto, el derecho alegado por las partes y la designación técnica que aquellos les den solo facilita la función judicial y el juez puede o no aplicarlos según el iura novit curia.
El juez que detecta que la demanda no se ajusta a todas estas formas puede rechazar de oficio la demanda expresando los defectos de que adolece.

## Efectos
Los efectos de la demanda se producen en momentos distintos según la legislación aplicable de cada país. Para algunas legislaciones los efectos de la demanda se producen al momento de su admisibilidad por parte del tribunal. Para otros se produce desde el momento de su presentación al tribunal, pero sujeto a la admisibilidad posterior España. Para otras legislaciones como ocurre en los países americanos, la demanda produce sus efectos desde la notificación válida de aquella al demandado. También en Estados Unidos, la demanda puede cambiar dependiente de si tiene que ver con menores de edad. 
El efecto que nace por interponerse la demanda se conoce con el nombre de litispendencia. 

### Efectos procesales
- Respecto del tribunal: produce varias obligaciones para el tribunal, básicamente, escuchar las alegaciones de los litigantes, tramitar sus presentaciones y resolver la causa, generándose el denominado principio de inexcusabilidad.Es el acto procesal que abre la instancia y determina la competencia, dado que la competencia, se determina por la naturaleza de la pretensión demandada, y sobre la base de los hechos expuestos en la demanda y del derecho aducido; independientemente de la contestación del demandado y, por ello, sin tener en cuenta las defensas esgrimidas en el responde; con abstracción de la justicia que pudiera asistir al interesado.

- Respecto del demandante: no puede iniciar un nuevo juicio contra el demandado, sobre la misma materia, pues en dicha situación el demandado tiene derecho a oponerse alegando litispendencia (litigio pendiente).

- Respecto del demandado: le genera la carga procesal de comparecer al tribunal a defenderse, de lo contrario el juicio puede realizarse en rebeldía.

- Antes de la notificación de la demanda, en el derecho argentino el actor pierde la ulterior posibilidad de recusar al juez sin expresión de causa. También prorroga la competencia del juez con relación al actor en los casos en que la ley la admite. Finalmente determina el objeto de la sentencia por aplicación del principio dispositivo.

- Luego de la notificación de la demanda en cambio, impide al actor desistir de la pretensión sin el acuerdo del demandado. A su vez este asume la carga de defenderse y a oponer excepciones como la de litispendencia cuando ya existe un proceso entre las mismas partes, objetos y causas.

### Efectos sustanciales
- Constituye en mora al deudor.
- Interrumpe el transcurso del plazo de prescripción.
- En el derecho argentino, antes de la notificación de la demanda, interrumpe el curso de la prescripción incluso aunque se la presente ante juez icompetente o aunque sea nula por defecto de forma. Impide la extinción de derechos sujetos a plazos de caducidad. Determina que el demandante ha elegido una de las prestaciones alternativas en caso de existir esta elección. Por último, extingue el derecho a intentar pretensiones incompatibles con la que se ejerce en la demanda.
- Luego de la notificación de la demanda, se constituye en mora al demandado y comienza a ser deudor de los intereses. Asimismo se vuelve poseedor de mala fe de los frutos percibidos y de los que por su negligencia dejó de percibir.

### Responsabilidad
El demandante, al presentar la demanda, puede incurrir en diversos tipos de responsabilidad:
- Responsabilidad procesal: que se traduce en el pago de las costas producto del juicio. Por lo general, el demandante debe responder de éstas cuando su demanda ha sido rechazada por falta de fundamento.
- Responsabilidad civil: que se traduce en una indemnización al demandado. El demandante puede incurrir en esta clase de responsabilidad cuando ha presentado por su culpa una demanda infundada o realiza una imputación injuriosa, provocando un perjuicio avaluable en dinero.
- Responsabilidad penal: que se traduce en una sanción penal. El demandado podría incurrir en esta clase de responsabilidad si comete un delito durante la tramitación del juicio, como la presentación de testigos o documentos falsos, o realiza una calumnia.